# Ahémémeer
Het Ahémémeer (Frans: Lac Ahémé) is een meer in het zuidwesten van Benin, in het departement Mono. Het meer is van noord naar zuid 24 kilometer lang en heeft een oppervlakte van 78 km². Hiermee is het op het Nokouémeer na het grootste meer in het land. Het meer wordt gevoed door de Couffo die vanuit het noorden het meer instroomt. Het meer watert in het zuiden via een kanaal af in lagunes, Bouches du Roi genaamd. Deze lagunes staan in verbinding met de Baai van Benin.